# Canton d'Orléans-2
Le canton d'Orléans-2 est une circonscription électorale française, située dans le département du Loiret en région Centre-Val de Loire.

## Histoire
Le canton d'Orléans-2 a été créé par la réforme de 2014 définie par le décret du 25 février 2014. Il entre en vigueur à l'occasion des élections départementales de mars 2015.

## Représentation
| Période élective | Période élective | Mandat | Mandat   | Identité          | Nuance | Nuance | Qualité |
| ---------------- | ---------------- | ------ | -------- | ----------------- | ------ | ------ | --- |
| 2015             | 2021             | 2015   | 2021     | Jean-Paul Imbault |        | LR     | Expert en horticulture, quartier de Saint-Marceau, 13ème adjoint au maire d'Orléans depuis 2020                      |
| 2015             | 2021             | 2015   | 2021     | Nathalie Kerrien  |        | UDI    | Adjointe au maire d'Orléans chargée du quartier de Saint-Marceau jusqu'en 2020                                       |
| 2021             | 2028             | 2021   | en cours | Hugues Raimbourg  |        | ECO    | Maitre de conférences en sciences de la Terre à l'Université d'Orléans                                               |
| 2021             | 2028             | 2021   | en cours | Christine Tellier |        | ECO    | Ancienne enseignante Directrice de l'association pour l'écoute et l'accueil en addictologie et toxicomanie à Orléans |

### Résultats détaillés

#### Élections de mars 2015
À l'issue du 1er tour des élections départementales de 2015, deux binômes sont en ballottage : Jean-Paul Imbault et Nathalie Kerrien (Union de la Droite, 36,72 %) et Michel Brard et Ghislaine Kounowski (Union de la Gauche, 32,4 %). Le taux de participation est de 46,77 % (6 333 votants sur 13 542 inscrits) contre 49,98 % au niveau départemental et 50,17 % au niveau national.
Au second tour, Jean-Paul Imbault et Nathalie Kerrien (Union de la Droite) sont élus avec 54,5 % des suffrages exprimés et un taux de participation de 43,36 % (2 995 voix pour 5 872 votants et 13 542 inscrits).

#### Élections de juin 2021
Le premier tour des élections départementales de 2021 est marqué par un très faible taux de participation (33,26 % au niveau national). Dans le canton d'Orléans-2, ce taux de participation est de 27,54 % (3 885 votants sur 14 106 inscrits) contre 32,6 % au niveau départemental. À l'issue de ce premier tour, deux binômes sont en ballottage : Jean-Paul Imbault et Nathalie Kerrien (LR, 30,79 %) et Hugues Raimbourg et Christine Tellier (binôme écologiste, 23,87 %).
Le second tour des élections est marqué une nouvelle fois par une abstention massive équivalente au premier tour. Les taux de participation sont de 34,36 % au niveau national, 32,79 % dans le département et 28,42 % dans le canton d'Orléans-2. Hugues Raimbourg et Christine Tellier (binôme écologiste) sont élus avec 50,11 % des suffrages exprimés (1 895 voix pour 4 010 votants et 14 109 inscrits),,.

## Composition
| Nom                             | Code Insee | Intercommunalité  | Superficie (km2) | Population (dernière pop. légale)                 | Densité (hab./km2) | Modifier                                    |
| ------------------------------- | ---------- | ----------------- | ---------------- | ------------------------------------------------- | ------------------ | ------------------------------------------- |
| Orléans (bureau centralisateur) | 45234      | Orléans Métropole | 27,48            | Fraction : 26 930 (2022) Commune : 116 344 (2022) | 4 234              | modifier les données · modifier les données |
| Canton d'Orléans-2              | 4514       |                   |                  | 26 930 (2022)                                     |                    | modifier les données                        |

Le canton d'Orléans-2 est une fraction cantonale de la commune d'Orléans. Il comprend la partie de la commune d’Orléans située :
- Au sud d’une ligne définie par l’axe des voies et limites suivantes depuis la limite territoriale de la commune de Saint-Pryvé-Saint-Mesmin, sentier des Tourelles, avenue du Champ-de-Mars, avenue Roger-Secrétain, avenue de Trévise, quai de Prague, pont George-V, cours fluvial de la Loire, jusqu’à la limite territoriale de la commune de Saint-Jean-le-Blanc ;
- Au nord d’une ligne définie par l'axe des voies et limites suivantes  : depuis la limite territoriale de la commune d'Ardon, allée de la Pomme-de-Pin, rue Ambroise-Paré, avenue de l’Hôpital, rue Romain-Rolland, avenue de la Bolière, avenue du Président-John-Fitzgerald-Kennedy, avenue Voltaire, avenue Denis-Diderot, avenue de la Recherche-Scientifique, jusqu’à la limite territoriale de la commune de Saint-Cyr-en-Val[1].

## Démographie
En 2022, le canton comptait 26 930 habitants, en évolution de +4,37 % par rapport à 2016 (Loiret : +1,89 %, France hors Mayotte : +2,11 %).
| 2013   | 2018   | 2022   |
| ------ | ------ | ------ |
| 26 741 | 26 497 | 26 930 |